# ماغنوس أندرسون (لاعب كرة قدم سويدي)
ماغنوس أندرسون هو لاعب كرة قدم سويدي في مركز الوسط، ولد في 29 يوليو 1967. لعب مع نادي تريليبورج ‏.